# Belgodere
Belgodere (in francese Belgodère, in corso Bargudè) è un comune francese di 485 abitanti situato nel dipartimento dell'Alta Corsica nella regione della Corsica.

## Amministrazione

### Gemellaggi
- Seggiano, dal 2013

## Società

### Evoluzione demografica
Abitanti censiti